# Basilio III di Russia
Vasilij III Ivanovič (in russo Василий III Иванович?; Mosca, 25 marzo 1479 – Mosca, 3 dicembre 1533) ricoprì la carica Gran Duca di tutte le Russie dal 1505 al 1533.
Era figlio di Ivan III e Sofia Paleologa.

## Biografia

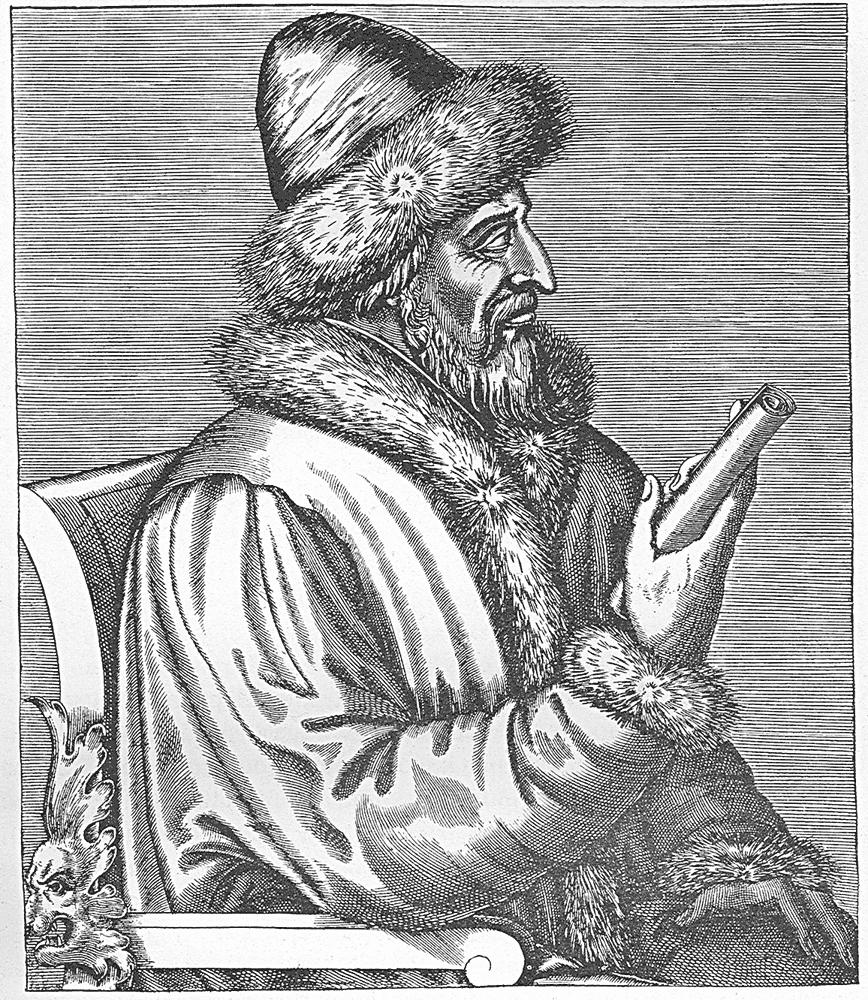
Basilio III nell'incisione francese di André Thevet

Basilio III continua la politica del padre e dedica la maggior parte dei suoi sforzi al consolidamento delle annessioni di Ivan III. Annette le ultime realtà ancora autonome: la repubblica di Pskov nel 1510, le tenute principesche (appannaggi) di Volokolamsk nel 1513, il principato di Rjazan' nel 1521, e Novhorod-Sivers'kyj nel 1522.
In politica interna Basilio III cerca l'appoggio della Chiesa nella lotta contro l'opposizione feudale. Nel 1521 il metropolita Varlaam è mandato in esilio a causa del suo rifiuto di partecipare alla lotta di Basilio contro il principe (titolare di un appannaggio) Basilio Ivanovič Šemjačič.
Al culmine dello scontro altri boiari tra cui Basilio Šujskij e Ivan Vorotynskij subiscono anch'essi l'esilio. Basilio III, nel 1525, fa giustiziare il diplomatico e uomo di stato Ivan Bersen-Beklemišev colpevole di aver apertamente criticato la sua politica. A questa seguono, tra il 1525 ed il 1531 altre condanne a morte tra le quali quelle dello scrittore Massimo il Greco, poi non eseguita, e dello statista Vassian Patrikeev.
Durante il regno di Basilio III aumenta l'importanza della piccola nobiltà a scapito delle immunità e dei privilegi dei boiari.
La politica estera di Basilio III è incentrata sull'espansione della Moscovia verso ovest e sud-ovest e comporta sia lo scontro con il Khanato di Crimea e il Khanato di Kazan' che le guerre con il Granducato di Lituania (1507–1508) e (1512–1522), come risultato di queste guerre la Moscovia si annette il principato di Smolensk nel 1514.
Basilio III è anche ricordato come il costruttore di numerose chiese ed edifici religiosi, tra i quali il Convento di Novodevičij.

## Ascendenza
|                      |                      |                         | Genitori                       |  |  | Nonni |  |  | Bisnonni             |  |  | Trisnonni        |  |
|                      |                      |                         |                                |  |  |       |  |  | Vasilij I Dmitrievič |  |  | Dmitrij Ivanovič |  |
|                      |                      |                         |                                |  |  |       |  |  | Vasilij I Dmitrievič |  |  | Dmitrij Ivanovič |  |
|                      |                      | Eudocia Dmitrievna      |                                |  |  |       |  |  | Vasilij I Dmitrievič |  |  |                  |  |
| Vasilij II Vsil'evič |                      |                         |                                |  |  |       |  |  | Vasilij I Dmitrievič |  |  |                  |  |
|                      |                      | Sofia                   | Vitoldo il Grande              |  |  |       |  |  |                      |  |  |                  |  |
|                      |                      | Sofia                   | Vitoldo il Grande              |  |  |       |  |  |                      |  |  |                  |  |
|                      |                      | Sofia                   | Anna                           |  |  |       |  |  |                      |  |  |                  |  |
| Ivan III Vsil'evič   |                      | Sofia                   |                                |  |  |       |  |  |                      |  |  |                  |  |
|                      |                      | Jaroslav Vladimirovič   | Vladimiro il Temerario         |  |  |       |  |  |                      |  |  |                  |  |
|                      |                      | Jaroslav Vladimirovič   | Vladimiro il Temerario         |  |  |       |  |  |                      |  |  |                  |  |
|                      |                      | Jaroslav Vladimirovič   | Elena Ol'gierdovna             |  |  |       |  |  |                      |  |  |                  |  |
| Maria Jaroslavna     |                      | Jaroslav Vladimirovič   |                                |  |  |       |  |  |                      |  |  |                  |  |
|                      |                      | Maria Fëdorovna Koškina | Fëdor Fëdorovič Goltjaj Koškin |  |  |       |  |  |                      |  |  |                  |  |
|                      |                      | Maria Fëdorovna Koškina | Fëdor Fëdorovič Goltjaj Koškin |  |  |       |  |  |                      |  |  |                  |  |
|                      |                      | Maria Fëdorovna Koškina | …                              |  |  |       |  |  |                      |  |  |                  |  |
| Vasilij III Ivanovič |                      | Maria Fëdorovna Koškina |                                |  |  |       |  |  |                      |  |  |                  |  |
|                      | Manuele II Paleologo | Giovanni V Paleologo    |                                |  |  |       |  |  |                      |  |  |                  |  |
|                      | Manuele II Paleologo | Giovanni V Paleologo    |                                |  |  |       |  |  |                      |  |  |                  |  |
|                      | Manuele II Paleologo | Elena Cantacuzena       |                                |  |  |       |  |  |                      |  |  |                  |  |
| Tommaso Paleologo    | Manuele II Paleologo |                         |                                |  |  |       |  |  |                      |  |  |                  |  |
|                      |                      | Elena Dragaš            | Costantino Dragaš              |  |  |       |  |  |                      |  |  |                  |  |
|                      |                      | Elena Dragaš            | Costantino Dragaš              |  |  |       |  |  |                      |  |  |                  |  |
|                      |                      | Elena Dragaš            | Eudocia Comnena                |  |  |       |  |  |                      |  |  |                  |  |
| Sofia Paleologa      |                      | Elena Dragaš            |                                |  |  |       |  |  |                      |  |  |                  |  |
|                      |                      | Centurione II Zaccaria  | Andronico Asen' Zaccaria       |  |  |       |  |  |                      |  |  |                  |  |
|                      |                      | Centurione II Zaccaria  | Andronico Asen' Zaccaria       |  |  |       |  |  |                      |  |  |                  |  |
|                      |                      | Centurione II Zaccaria  | Caterina Zaccaria              |  |  |       |  |  |                      |  |  |                  |  |
| Caterina Zaccaria    |                      | Centurione II Zaccaria  |                                |  |  |       |  |  |                      |  |  |                  |  |
|                      |                      | Creusa Tocco            | Leonardo II Tocco              |  |  |       |  |  |                      |  |  |                  |  |
|                      |                      | Creusa Tocco            | Leonardo II Tocco              |  |  |       |  |  |                      |  |  |                  |  |
|                      |                      | Creusa Tocco            | …                              |  |  |       |  |  |                      |  |  |                  |  |
|                      |                      | Creusa Tocco            |                                |  |  |       |  |  |                      |  |  |                  |  |